# يوم العروض
يوم العروض يوم من أيام العرب في الجاهلية وكان بين قبيلة قسر من بجيلة وقبيلة بني كعب من هذيل في جبل يقال له العروض في سراة الحجاز قال مرتضى الزبيدي - والعَرُوضُ، كصَبُورٍ جَبَلٌ بالحِجَاز -.

## خبره
ذكر تفاصيل اليوم في شعر ساعدة بن جؤية وكان بين هذيل وبجيلة حربا في جبل يقال له العروض فقال ساعدة:
ذكر أبو الحسن السكري (212 هـ - 275 هـ) تفسيرها فيقول: ان كانوا اعقبوا فقد علموا كيف نصنع بهم إذا غزوناهم أي كيف محاربتنا إياهم وكانوا - أي هذيل - غزوهم فقتلوهم. وقال مفسرا البيت الثاني: نشرهم أي نبيعهم وشفعا اثنين اثنين والعروض جبل من الحجاز ومزاحف ملتقى حيث زحف القوم بعضهم الى بعض.